# Elisabeth Blanik

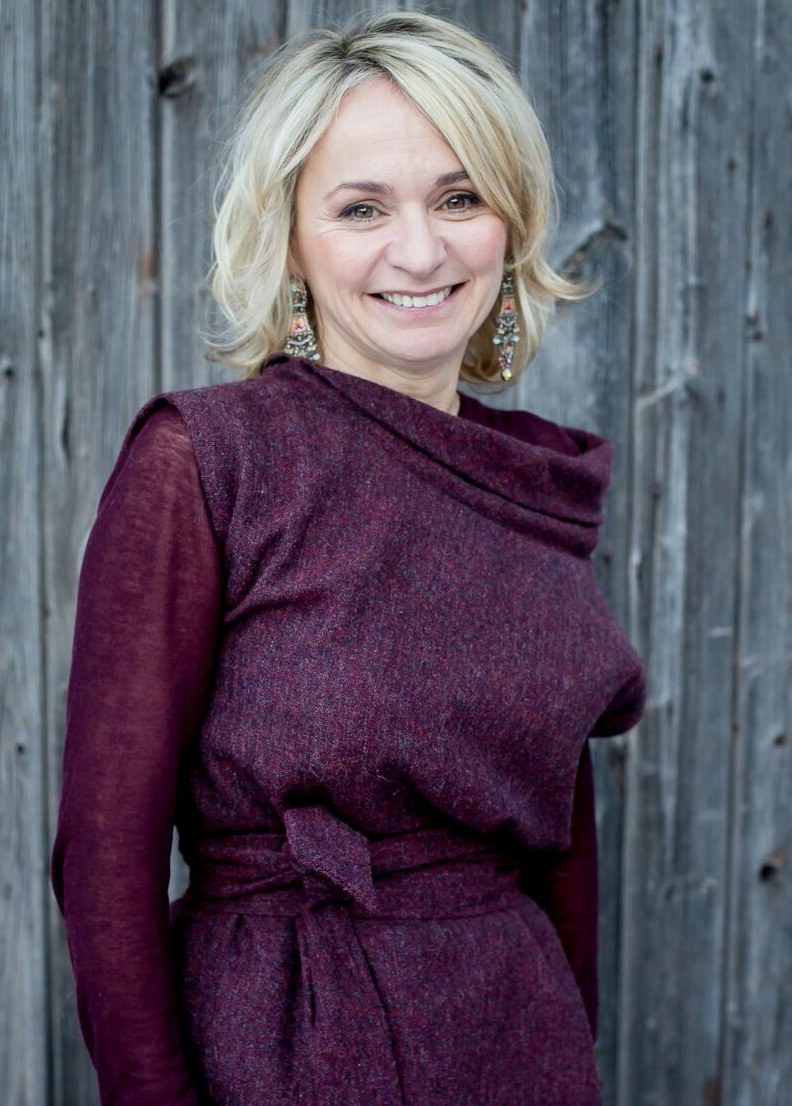
Elisabeth Blanik (2016)

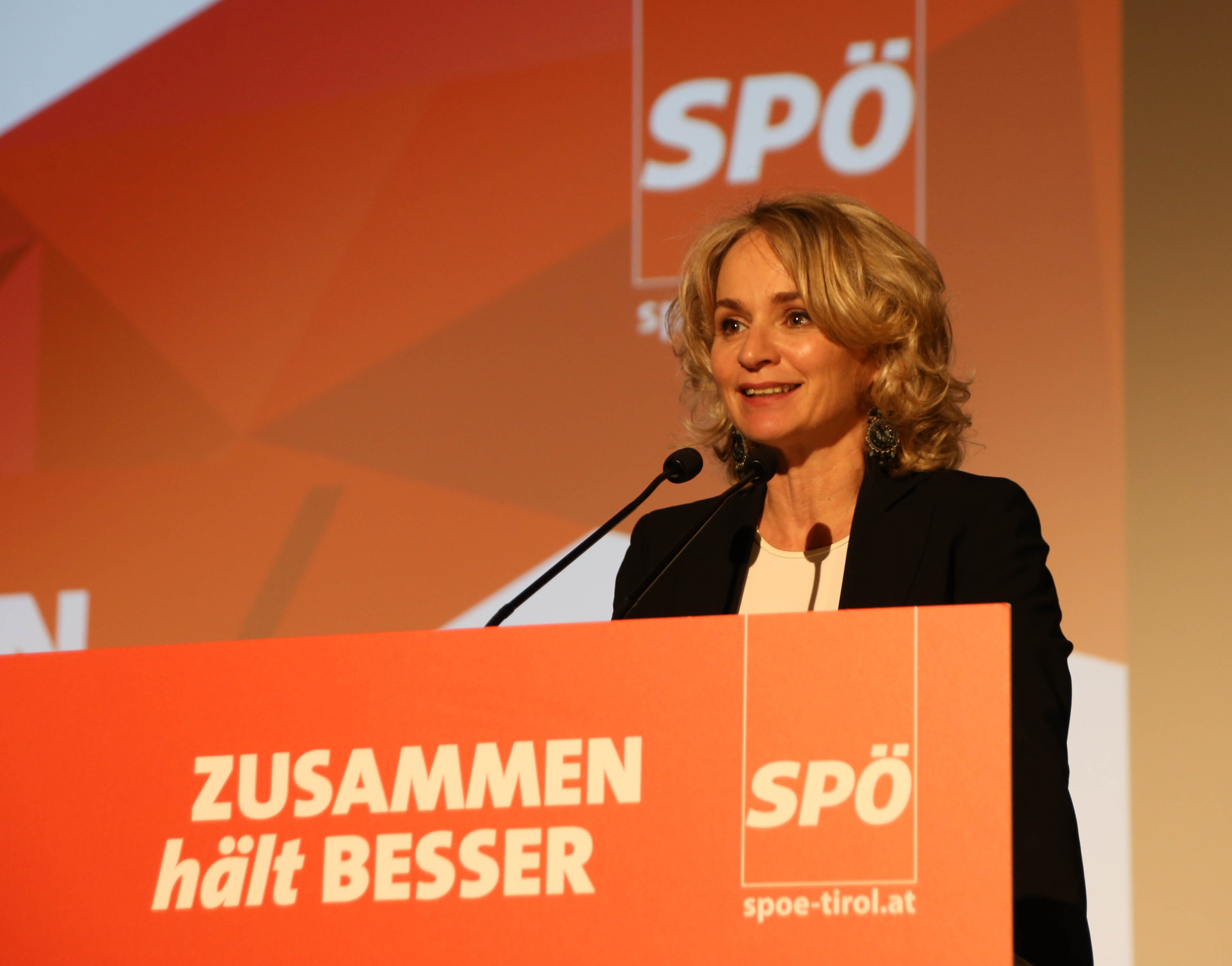
Elisabeth Blanik (2016)

Elisabeth Blanik (* 30. Jänner 1966 in Lienz) ist eine österreichische Politikerin (SPÖ) und die amtierende Bürgermeisterin der Stadt Lienz. Sie war von 2016 bis 2018 Landesparteiobfrau der SPÖ Tirol. Am 25. Oktober 2022 wurde sie zur Zweiten Vizepräsidentin des Tiroler Landtages gewählt.

## Ausbildung und Beruf
Elisabeth Blanik absolvierte ab 1972 die Volks- und die Hauptschule in Lienz und besuchte ab 1980 die Fachschule für Wirtschaftliche Frauenberufe. 1981 wechselte sie an die Bundeshandelsakademie in Lienz, die sie 1986 mit der Matura abschloss. Ab 1986 studierte Blanik Architektur an der Technischen Universität Wien. Nach Arbeitsunterbrechungen konnte sie ihr Studium 1998 mit dem akademischen Grad Dipl.-Ing. abschließen.
Elisabeth Blanik arbeitete von 1988 bis 1991 im Architekturbüro Gaber-Karrer und von 1991 bis 1992 für das Architekturbüro Dipl.-Ing. Paula in Wien. 1992 bis 1994 war sie im Architekturbüro Lemberger beschäftigt. 1998 arbeitete sie bei Connect-Austria. 1999 kehrte sie beruflich in ihre Heimatstadt zurück und arbeitete bis 2000 bei der Firma Architekt Jungmann in Lienz. Danach war sie bis 2003 im  Architekturbüro Oberlik ZT GesmbH beschäftigt.

## Politik
Blanik ist seit 21. Oktober 2003 Abgeordnete zum Tiroler Landtag und Mitglied im Finanzausschuss. Sie war 2003 auf den zehnten Rang der Landesliste gereiht und rückte durch die Regierungsbeteiligung der SPÖ in den Landtag nach. Seit März 2004 war sie Zweite Bürgermeister-Stellvertreterin der Stadt Lienz. Für die Landtagswahl 2008 wurde Blanik auf den zweiten Platz der SPÖ-Landesliste gereiht und erhielt damit einen fixen Platz im Tiroler Landtag. 2011 wurde Blanik zur Bürgermeisterin der Stadt Lienz gewählt und 2016 bei der Bürgermeisterwahl in ihrem Amt bestätigt. 2022 erhielt sie bei der Direktwahl zur Bürgermeisterin 62,80 % der gültig abgegebenen Stimmen.
Am Parteitag der SPÖ Tirol am 22. Oktober 2016 wurde sie mit 92,78 Prozent der Stimmen in Nachfolge von Ingo Mayr zur Vorsitzenden der Landespartei gewählt. Im November 2018 gab sie den Parteivorsitz in der Tiroler SPÖ ab, Georg Dornauer wurde vom Landesparteivorstand zum geschäftsführenden Parteichef bestimmt. Am 28. April 2019 wurde Dornauer bei einer Klubklausur der Tiroler Sozialdemokraten auch zu ihrem Nachfolger als Klubvorsitzender ab 1. Mai 2019 gewählt.
Im Rahmen eines versuchten Grundstückkaufs im Jahr 2020 wurde ihr vorgeworfen, das Stadtamt Lienz für private Interessen verwendet zu haben. Der Kauf wurde ihr letztendlich untersagt, da nach Bekanntwerden der Causa Landwirte ihr Interesse am Grundstück bekundeten und ein Vorrecht am Kauf landwirtschaftlicher Flächen haben.

## Auszeichnungen
- 2018: Ehrenbürgerin der Universität Innsbruck[12]